# Henry Poole & Co
Henry Poole & Co er en britisk herreskrædderi, Savile Row 15 i London. Firmaet er kendt for i 1880'erne at have syet den første smokingjakke efter ønske fra kong Edvard 7.. Henry Poole & Co har syet tøj til mange medlemmer af en britiske kongefamilie og bruger det til markedsføring.

## Historie
Virksomheden åbnede i 1806 på Brunswick Square med skræddersyede uniformer og var særligt populær blandt officerer omkring laget ved Waterloo. I 1846 flyttede den til Savile Row efter grundlæggeren James Pooles død. Henry Poole fortsatte virksomheden til sin død i 1876 og blev fulgt af sin fætter Samuel Cundey, der kom til at præge Henry Poole & Co. Familien drev skrædderiet i fem generationer til de nuværende ejere Angus Cundey og hans søn Simon.
Firmaet er kongelig hofleverandør, leverandør af kapper til lord Chamberlain og uniformer til 200-års jubilæet for slaget ved Trafalgar. Henry Poole & Co bliver krediteret som opfinder af smokingen. I 2006 fejredes firmaets 200-års jubilæum med en ommøblering af værkstedet, og i 2007 fremstilles stof, der var gjort berømt af Winston Churchill.

## Smokingen
I 1860 fremstillede Henry Poole en kort smokingjakke (egentlig en slags rygejakke) til prinsen af Wales til brug under uformelle aftenselskaber på Sandringham House. Det var grundlæggende en sort kjolejakke uden skøder. I 1886 besøgte James Potter fra Tuxedo Park i New York City London og blev inviteret af prinsen i Sandringham House henover en weekend. Han blev rådet til at få en rygejakke hos prinsens skrædder, Henry Poole & Co.
Da Potter vendte tilbage til New York havde han sin rygejakke på i Tuxedo Club, og medlemmerne begyndte snart at få syet nogle. De endte med at bruge den som uformel uniform ved herremiddage. Derfor blev rygejakken kendt som en tuxedo eller tux i USA.

## Kongelig hofleverandør
Henry Poole & Co har haft mange kunder fra kongehuset eller aristokratiet:
- Napoleon 3. af Frankrig 1858
- Edvard, prins af Wales 1863
- Hertugen af Edinburgh 1868
- Kronprins Frederik af Preussen 1868
- Dronning Victoria af Storbritannien 1869
- Kong Leopold 2. af Belgien 1869
- Kronprins Frederik af Danmark 1869
- HRH The Prince of Teck 1870
- Prins Christian af Slesvig-Holsten-Sønderborg-Augustenborg 1870
- Khediven Ismail Pasha af Ægypten 1870
- Prins Oscar af Sverige og Norge 1871
- Kong Amadeus 1. af Spanien 1871
- HRH Prince Louis of Hesse 1871
- HRH Crown Prince of Russia 1874
- Kejser Pedro 2. af Brasilien 1874
- Zar Alexander 2. af Rusland 1875
- Kong Georg 1. af Grækenland 1877
- HI&RH The Crown Prince of Austria 1878
- Kong Umberto 1. af Italien 1879
- Kejser Wilhelm 1. af Tyskland
- Zar Alexander 3. af Rusland 1881
- Kong David Kalakaua af Hawaii 1882
- HG The Duke of Genoa 1891
- Storhertug Frederik 2. af Baden 1891
- Storhertug Emanuele Filiberto, af Aosta 1892
- HRH Prince Emanuel of Savoie 1892
- Kong Christian 9. 1893
- Kong Edward 7. af Storbritannien 1902
- Prins Albert af Preussen 1903
- Maharajah Sayajirao Gaekwad 3. af Baroda 1905
- Mozaffar ad-Din Shah Qajar af Persien1906
- Khediv Abbas af Ægypten 1910
- Dronning Alexandra af Danmark 1911
- Edward, Prins af Wales 1922
- Kejserfamilien i Japan 1923
- Kong George 5. af Storbritannien 1928
- Kong Boris 3. af Bulgarien 1936
- Kong George 6. af Storbritannien 1940
- Kejser Haile Selassie 1959
- Dronning Elizabeth 2. af Storbritannien 1976